# Antoni Molner Ribes
Antoni Molner Ribes (Reus, 1822 - Reus, post. 1876) va ser un milicià i polític liberal català. Era mestre de cases i arquitecte de professió i conegut com a Llustret.
Amb 15 anys, el 1836, s'allistà a la Milícia reusenca a les ordres de Tomàs Cailà, i l'any següent actuà sota el comandament de Francesc Subirà, amb el que va prendre part en accions de guerra a Gandesa, Sant Quintí i el setge de Prades, durant la Primera guerra carlina. El maig de 1838 va prendre part en la memorable acció de Morell i Vilallonga, on un grup de voluntaris reusencs van quedar encerclats pels absolutistes i alguns van morir. Francesc Subirà va encapçalar l'acció d'alliberament. El 1839 estava a la companyia mobilitzada de Tomàs Fortuño de Benissanet, de la qual formà part fins a l'agost de 1840, quan s'acabà la guerra. Pel novembre d'aquell any s'allistà a la companyia de tiradors de la Milícia Nacional, destinada a Reus, i en formava part quan el 1843 el general Zurbano va bombardejar la ciutat, a conseqüència del pronunciament del general Prim. El 1848 conspirava amb el general Baldrich en l'alçament guerriller de Tarragona, que fracassà. El 1854 era subtinent de la companya de tiradors, càrrec que mantingué fins al 1856, quan la Milícia va ser desarmada pel general O'Donnell. Entre el 1863 i el 1867 va conspirar amb els demòcrates i primistes. El 1868 formà part de la Junta Revolucionària de Reus i era capità de la milícia voluntària, càrrec que conservà quan es va formar la Milícia activa el 1873. El 1869, al mes de febrer, quan es va plantar "l'arbre de la Llibertat" a la plaça del Mercadal, es va enfilar a les seves branques des d'on va fer un abrandat discurs en defensa de la revolució. El 1874 va ser regidor de l'ajuntament de Reus, quan era alcalde Antoni Soler i Clariana. Va morir després del 1876. Professionalment va ser el constructor de les Pescateries Velles, projecte que li encarregà el 1848 l'alcalde Dionisio de Revuelta. També va fer un projecte de reforma dels locals d'El Círcol, una societat de l'alta burgesia reusenca, el 1861.